# Anatemnus hemuensis
Espèce
Anatemnus hemuensis est une espèce de pseudoscorpions de la famille des Atemnidae.

## Distribution
Cette espèce est endémique du Yunnan en Chine. Elle se rencontre dans le district de Longyang dans la grotte Bianfu.

## Description
La femelle holotype mesure 4,51 mm.

## Systématique et taxinomie
Cette espèce a été décrite par Li et Wang en 2021.

## Étymologie
Son nom d'espèce, composé de hemu et du suffixe latin -ensis, « qui vit dans, qui habite », lui a été donné en référence au lieu de sa découverte, Hemu.

## Publication originale
- Li & Wang, 2021 : « Description of a new cave-dwelling pseudoscorpion, Anatemnus hemuensis sp. nov. (Pseudoscorpiones, Atemnidae) from Gaoligong Mountain, China. » Carsologica Sinica, vol. 40, no 6, p. 1058–1062.